# Stazione di Higashi-Noshiro
La stazione di Higashi-Noshiro (東能代駅?, Higashi-Noshiro-eki) è una stazione ferroviaria della città di Noshiro, nella prefettura di Akita della regione del Tōhoku, in Giappone. La stazione si trova lungo la linea principale Ōu, ed è origine per la linea Gonō.

## Linee e servizi
East Japan Railway Company
■ Linea principale Ōu
■ Linea Gonō

## Struttura
La stazione è dotata di un marciapiede laterale e uno a isola con tre binari totali passanti. I marciapiedi sono collegati da sovrappassaggio, e sono presenti tornelli di accesso automatici (privi di supporto alla biglietteria elettronica Suica), oltre a biglietteria presenziata. 
| 1 | ■ Linea principale Ōu | per Akita e Niigata            |
| 2 | ■ Linea principale Ōu | per Ōdate, Hirosaki e Aomori   |
| 2 | ■ Linea Gonō          | per Noshiro, Iwadate e Fukaura |
| 3 | ■ Linea Gonō          | per Noshiro, Iwadate e Fukaura |
| 3 | ■ Linea principale Ōu | per Akita                      |

## Stazioni adiacenti
| «                   | Servizio            | »                   |
| Linea principale Ōu | Linea principale Ōu | Linea principale Ōu |
| ------------------- | ------------------- | ------------------- |
| Kita-Kanaoka        | Locale              | Tsurugata           |
| Moritake            | Rapido              | Futatsui            |
| Linea Gonō          |                     |                     |
| Capolinea           | Locale              | Noshiro             |